# Omomyia regularis
Omomyia regularis är en tvåvingeart som beskrevs av Charles Howard Curran 1935. Omomyia regularis ingår i släktet Omomyia och familjen Richardiidae.
Artens utbredningsområde är Arizona. Inga underarter finns listade i Catalogue of Life.